# Haffstrom
Haffstrom  war ein Kirch- und Fischerdorf unmittelbar am Frischen Haff im heutigen Rajon Gurjewsk in der russischen Oblast Kaliningrad.

## Geographische Lage
Haffstrom lag an der Nordostspitze des Frischen Haffs an einer Stelle, wo sich das große Gewässer zu einer Bucht weitet. Bis zum Stadtzentrum Kaliningrads waren es acht Kilometer über die heutige Regionalstraße 27A-020 (ex A194, ehemalige deutsche Reichsstraße 1).

## Geschichte

Haffstrom, nordöstlich am Frischen Haff und südwestlich der Stadt Königsberg, auf einer Landkarte von 1910

Das kleine Dorf hieß vor 1785 Habestrom, danach bis 1907 Hafestrom, dann bis 1946 Haffstrom und bis in die 1990er-Jahre hinein russisch Schosseiny (von шоссе/schosse für Chaussee).
Im Jahre 1874 wurde Hafestrom in den neu errichteten Amtsbezirk Kalgen (russisch: Schosseinoje) eingegliedert, der zum Landkreis Königsberg (Preußen) im Regierungsbezirk Königsberg der preußischen Provinz Ostpreußen gehörte. Am 27. Februar 1907 erhielt Hafestrom die offizielle Bestätigung zur Namensschreibweise „Haffstrom“.
In Haffstrom lebten im Jahre 1910 190 Einwohner. Am 30. September 1928 wurde die Landgemeinde um den Gutsbezirk Kalgen vergrößert, der eingemeindet wurde. Die Einwohnerzahl stieg bis 1933 auf 511.
Am 1. April 1939 musste Haffstrom seine Eigenständigkeit aufgeben und wurde zusammen mit dem Nachbarort Prappeln (russisch: Tschapajewo) in die Stadtgemeinde und den Stadtkreis Königsberg (Preußen) eingegliedert.
Nach Beendigung der Kampfhandlungen des Zweiten Weltkriegs wurde Königsberg 1945 zusammen mit dem nördlichen Ostpreußen von der Sowjetunion unter eigene Verwaltung genommen. Der Stadtteil Haffstrom wurde offenbar nicht wieder besiedelt und ist nicht mehr vorhanden.

## Kirche

### Kirchengebäude
Bei der Kirche in Haffstrom handelte es sich um eine Ordenskirche aus der Zeit um 1350. Der mit großen Blenden versehene Ostgiebel wies noch die strengen Formen jener Zeit auf. An das Kirchenschiff wurden im 18. Jahrhundert mehrere Vorbauten errichtet, wie die Sakristei, die Taufkapelle und die Gruft. "Der Westturm wurde unter Verwendung alter Teile 1817 wieder aufgebaut. Die Patronatskirche wurde pfleglich ausgestattet. Die Glasmalereien von 1837 wurden nach Vorbildern in der Kathedrale von Rouen und im Kölner Dom von Vaertel aus München ausgeführt. Der Altar um 1645 ist ein Werk des ausklingenden Manierismus."
Um die Kirche herum erstreckte sich bis 1945 der Friedhof (siehe historische Karte 1939 in Einzelnachweis Nr. 2). Die Kirche befand sich am Rande der neuentstandenen Bucht (Kiesabbau). Die Stelle liegt inzwischen ebenfalls im Wasser (Einzelnachweis Nr. 2).
Eine 1619 von Nikolaus Schmidichen in Königsberg gegossene Patenglocke aus Haffstrom befindet sich heute in der Kirche von Groß Lobke.
Die Kirche erhielt um 1750 eine Orgel aus der Werkstatt des Königsberger Orgelbauers Adam Gottlob Casparini. Diese wurde später an die Kirche Scharnau (polnisch Sarnowo) im Kreis Neidenburg abgegeben.

### Kirchengemeinde
Im Jahre 1349 wurde das Große Hospital in Königsberg (Preußen)  mit Haffstrom dotiert, das damals schon Kirchdorf war. Die lutherische Reformation hielt hier früh Einzug. Zunächst unterstand die Kirchengemeinde der Inspektion des Königsberger Oberhofpredigers, zuletzt – bis 1945 – war sie in den Kirchenkreis Königsberg-Land I in der Kirchenprovinz Ostpreußen der Kirche der Altpreußischen Union eingegliedert.

### Kirchspielorte
Zum Kirchspiel Haffstrom gehörten 22 Orte:
| Deutscher Name                                | Russischer Name |  | Deutscher Name | Russischer Name |
| --------------------------------------------- | --------------- |  | -------------- | --------------- |
| Anker                                         |                 |  | Kalgen         | Schosseinoje    |
| Fischhof                                      |                 |  | Klein Karschau |                 |
| Godrienen                                     | Laskino         |  | Ludwigshof     |                 |
| Groß Karschau                                 |                 |  | Maulen         |                 |
| Haffstrom                                     |                 |  | Prappeln       | Tschapajewo     |
| Heidekrug bei Maulen                          |                 |  | Schönbusch     | Dimitrowo       |
| Heyde-Maulen, 1938–1946: Heidemaulen          |                 |  | Spandienen     | Suworowo        |
| Heyde-Waldburg, 1938–1946: Heidewaldburg      | Pribreschny     |  | Waldburg       |                 |
| Heyde-Wundlacken, 1938–1946: Heide Wundlacken |                 |  | Wangitt        | Rybatschje      |
| Hoch Karschau                                 | Nowo-Doroschny  |  | Wardienen      |                 |
| Jägersheim                                    |                 |  | Warthen        |                 |

### Pfarrer
Von der Reformation zum Jahre 1945 amtierten in Haffstrom 24 evangelische Geistliche:
| - Johann Leuckner, 1545 - Michael Stifel, ab 1551/1553 - Christoph Wildius, 1567 - Michael Weisner, 1579/1583 - Martin Forquer, bis 1588 - Franciscus Grätsch, 1600/1612 - Georg Plönscius, 1621/1630 - Melchior Ayslinger - Johann Regius, ab 1642 - Johann Ohlius, 1648–1676 - Jacob Heinrich Ohlius, 1676–1696 - Johann Bernhard Rasch, 1696–1717 | - Johann Friedrich Kösling, 1717–1721 - Christian Kirchner, 1721–1748 - Martin Theodor Passarge, 1749–1807 - Christian Phil. Emanuel Gebauhr, 1807–1810 - Johann Friedrich Hassel, 1811–1819 - Benjamin Samuel Büttner, 1820–1832 - Carl Leonhard Waechter, 1833–1873 - Ludwig Fr. Ad. Hoffmann, 1873–1885 - Carl Rudolf Matth. Haase, 1885–1897 - Franz Wilhelm Friczewski, 1897–1932 - Winfried Evers, 1933–1935 - Herbert Steinbach, 1935–1943 |

## Persönlichkeiten des Ortes
- Carl Julius Gebauhr (* 9. Februar 1809 in Haffstrom), deutscher Klavierbauer († 1881)